# American Stars 'n Bars
American Stars 'n Bars je osmé studiové album kanadského hudebníka Neila Younga, vydané v červnu 1977 u vydavatelství Reprise Records. Skladby byly nahrány v rozmezí listopadu 1974 a dubna 1977 v různých studiích v Nashvillu, Hollywoodu, Redwood City a Malibu. Album produkovali Young a David Briggs a některé písně pak Tim Mulligan a Elliot Mazer.
Ve skladbách „Like a Hurricane“ a „Homegrown“ je Young doprovázen skupinou Crazy Horse.

## Seznam skladeb
| Pořadí         | Název                  | Autor                              | Délka |
| -------------- | ---------------------- | ---------------------------------- | ----- |
| 1.             | The Old Country Waltz  | Neil Young                         | 2:58  |
| 2.             | Saddle Up the Palomino | Young, Tim Drummond, Bobby Charles | 3:00  |
| 3.             | Hey Babe               | Young                              | 3:35  |
| 4.             | Hold Back the Tears    | Young                              | 4:18  |
| 5.             | Bite the Bullet        | Young                              | 3:30  |
| 6.             | Star of Bethlehem      | Young                              | 2:42  |
| 7.             | Will to Love           | Young                              | 7:11  |
| 8.             | Like a Hurricane       | Young                              | 8:20  |
| 9.             | Homegrown              | Young                              | 2:20  |
| Celková délka: | Celková délka:         | Celková délka:                     | 37:54 |

## Obsazení
- Neil Young – kytara, harmonika, zpěv, varhany, klavír, bicí, vibrafon
- Emmylou Harris – zpěv
- Ben Keith – dobro, zpěv
- Tim Drummond – baskytara
- Karl T. Himmel – bicí
- Frank „Poncho“ Sampedro – varhany, kytara, zpěv
- Billy Talbot – baskytara, zpěv
- Ralph Molina – bicí, zpěv
- Ben Keith – pedálová steel kytara
- Carole Mayedo – housle
- Linda Ronstadt – zpěv
- Nicolette Larson – zpěv